# 河內禮藏
河内 禮藏（日語：かわち れいぞう、1862年10月—1927年2月10日）為日本陸軍軍人。最終階級為陸軍中將。

## 生平
鹿兒島縣種子島出身。1885年（明治18年）6月、陸軍士官學校（舊7期）畢業，任官步兵少尉。
日俄戰爭時隨部隊參戰。遼陽會戰前1904年（明治37年）8月、前任連隊長吉田貞中佐戰死，接任步兵第4連隊長。1905年（明治38年）3月、因戰傷被解任。1906年（明治39年）2月、復任步兵第4連隊長。1907年（明治40年）11月、升進步兵大佐。1911年（明治44年）9月、進級陸軍少將，就任步兵第15旅團長。
1915年（大正4年）2月、轉任步兵第35旅團長。1916年（大正5年）8月、進升陸軍中將，擔任第2師團長。1919年（大正8年）7月起待命、翌年2月、編入預備役。
關於河内個人的一些性格特點。河内擔任步兵第4連隊長時，他的部下今村均在『私記・一軍人六十年の哀歓』一書中有所述說及。